# Беттега, Роберто
Робе́рто Бе́ттега (итал. Roberto Bettega) — итальянский футболист, игрок сборной Италии. С 1995 по 2006 годы — вице-президент клуба «Ювентус». В 2009 году вернулся в «Ювентус», на пост заместителя генерального директора.

## Карьера
Родился в 1950 году в Турине. Воспитанник футбольной школы «Ювентуса». Перед началом сезона 1969/70 года 19-летний Беттега был отдан в аренду в клуб серии «В» «Варезе». Команду в то время возглавлял знаменитый в прошлом нападающий Нильс Лидхольм, который добился признания и как тренер. Он высоко оценил потенциал молодого новичка:
Он сочетает внушительные физические данные с блестящей техникой. Он особенно силен в игре на втором этаже, а также владеет хорошим ударом с обеих ног. Все, что ему необходимо, это немного опыта, и тогда он обязательно станет грозной силой, наводящей ужас на любого соперника
Лидхольм рассчитывал на Беттегу, как на игрока основного состава. И Роберто Беттега сполна отблагодарил тренера, забив в своём дебютном сезоне в большом футболе 13 мячей в 30 матчах. «Варезе» в сезоне 1969/70 добился повышения в классе, завоевав первое место в серии «B» и в этот успех клуба весомый вклад внёс Роберто Беттега.
В сезоне 1970/71 Беттега стал основным игроком уже «Ювентуса». Дебютировав за туринский клуб 27 сентября 1970 года в гостевом матче против «Катании», он забивает гол, который становится победным. Всего в своём первом сезоне в серии «А» молодой форвард провёл 28 игр, в которых 13 раз поразил ворота соперников. В первой половине следующего сезона (1971/72) Беттега показывал просто феноменальную игру, в 14 матчах забив 10 голов. 16 января 1972 года в игре против «Фиорентины» он последний раз в сезоне поразил ворота соперника. Сразу после этого матча Беттега надолго остался вне игры. Его здоровье было подвергнуто серьёзной опасности инфекцией легкого и начальной стадией туберкулёза. На поле вернулся только в следующем сезоне (1972/73) — 24 сентября 1972 года. Полностью восстановившись, Беттега провёл 27 игр, забил 8 голов и второй раз подряд стал чемпионом Италии. После этого сезона окончательно стал основным игроком «Ювентуса», за который только в рамках чемпионата провёл 326 игр и забил 129 мячей. Стал первым игроком «Ювентуса» — семикратным чемпионом Италии.
В 1977 году «Ювентус» дошёл до финала Кубка УЕФА и, обыграв по сумме двух матчей «Атлетик» из Бильбао, завоевал свой первый клубный трофей, причём решающий гол забил именно Роберто Беттега. В 1983 году Беттега в составе «Ювентуса» играл в финале Кубка европейских чемпионов. Пропустив в самом начале встречи, итальянский клуб так и не смог поразить ворота соперника по финалу и обладателем самого престижного клубного трофея Европы стал «Гамбург». Это была последняя игра Беттеги за «Ювентус». 33-летнему ветерану было уже непросто бороться за место в основном составе с более молодыми звёздами туринского клуба — Росси, Платини, Бонеком.
Летом 1983 года Беттега по примеру многих известных игроков того времени уезжает доигрывать в Североамериканскую лигу соккера. За полтора сезона сыграл за клуб «Торонто Близзард» в 48 играх, в которых забил 19 мячей. В конце 1984 года окончательно завершил карьеру.

## Выступления за сборную
В 1971 году Роберто Беттега сыграл один матч за молодёжную сборную Италии. За основную команду страны дебютировал 5 июня 1975 года в отборочном матче чемпионата Европы 1976 в Хельсинки против сборной Финляндии. Беттега провёл полный матч, а Италия победила 1:0. Однако, в целом отборочный цикл Евро-1976 сложился для итальянцев неудачно и «скуадра адзурра» в финальную часть турнира не попала. В 1977 году во главе сборной становится Энцо Беарзот, при котором Беттега становится ключевым игроком команды. На чемпионате мира 1978 «скуадра адзурра» становится четвёртой, а Беттега забивает на первом групповом этапе два победных гола (венграм и аргентинцам). На домашнем чемпионате Европы 1980 итальянцы также занимают 4-е место. Беттега должен был поехать в составе сборной на ставший триумфальным для Италии чемпионат мира 1982, однако из-за тяжёлой травмы колена, полученной 4 ноября 1981 года в ответной игре 1/8 Кубка Европейских чемпионов против «Андерлехта», был вынужден пропустить и остаток сезона, и мировое первенство.
Всего за «скуадру адзурру» сыграл 42 матча и забил 19 голов. Последний раз в футболке сборной вышел на поле 16 апреля 1983 года на 69-й минуте гостевого матча против Румынии в Бухаресте. Тот матч итальянцы проиграли и в итоге не попали в финальную часть Евро-1984.

## Статистика
| Сезон   | Команда            | Чемпионат/Лига                    | Игр | Мячей |
| ------- | ------------------ | --------------------------------- | --- | ----- |
| 1969/70 | «Варезе»           | Серия «B»                         | 30  | 13    |
| 1970/71 | «Ювентус»          | Серия «A»                         | 28  | 13    |
| 1971/72 | «Ювентус»          | Серия «A»                         | 14  | 10    |
| 1972/73 | «Ювентус»          | Серия «A»                         | 27  | 8     |
| 1973/74 | «Ювентус»          | Серия «A»                         | 24  | 8     |
| 1974/75 | «Ювентус»          | Серия «A»                         | 27  | 6     |
| 1975/76 | «Ювентус»          | Серия «A»                         | 29  | 15    |
| 1976/77 | «Ювентус»          | Серия «A»                         | 30  | 17    |
| 1977/78 | «Ювентус»          | Серия «A»                         | 30  | 11    |
| 1978/79 | «Ювентус»          | Серия «A»                         | 30  | 9     |
| 1979/80 | «Ювентус»          | Серия «A»                         | 28  | 16    |
| 1980/81 | «Ювентус»          | Серия «A»                         | 25  | 5     |
| 1981/82 | «Ювентус»          | Серия «A»                         | 7   | 5     |
| 1982/83 | «Ювентус»          | Серия «A»                         | 27  | 6     |
| 1983    | «Торонто Близзард» | / Североамериканская лига соккера | 16  | 2     |
| 1984    | «Торонто Близзард» | / Североамериканская лига соккера | 23  | 8     |

## Футбольные достижения
В составе клуба
- 7-кратный чемпион Италии: 1972, 1973, 1975, 1977, 1978, 1981, 1982
- 2-кратный обладатель Кубка Италии: 1979, 1983
- Обладатель Кубка УЕФА: 1977

Личные награды
- Лучший футболист Италии 1977 года
- Лучший бомбардир Серии А: 1980 (16 голов)
- В 1977, 1978 годах становился четвёртым в списке претендентов на приз лучшему игроку Европы «Золотой мяч»